# Overtoom 447 (Amsterdam)
Overtoom 447, Amsterdam is een dubbel herenhuis aan de Overtoom in Amsterdam-West.

## Geschiedenis
De Overtoom als Overtoomsche Vaart was eeuwenlang een van de radiaal (water)wegen vanuit Amsterdam richting het (zuid)westen. Wanneer de vaart rond 1903 gedempt wordt is er alleen nog het wegverkeer over, maar de straat werd in de eeuw na demping een steeds belangrijker wordende verbinding tussen Amsterdam-Centrum en Amsterdam-West, Amsterdam Nieuw-West. Gedurende al die tijd werd er gebouwd, gesloopt en opnieuw gebouwd aan de vaart/straat.

## Gebouw
In de continue vernieuwing van bouwsels aan de Overtoom was rond 1882 de hoek met de Vondelkerkstraat aan de beurt. In opdracht van aannemer en makelaar G. Scheewe ontwierp IJme Gerardus Bijvoets een tweetal herenhuizen. Op 23 december 1882 vond een aanbesteding plaats voor de bouw van een heren met tuinmuur en ijzeren hekwerk aan de Overtoom. Het was de tijd dat dit deel van de Overtoom nog toebehoorde aan de gemeente Nieuwer-Amstel. De Overtoom was nog een vaart met op de zuidelijke oever daarvan de tramlijn van Amsterdamsche Omnibus Maatschappij. De tuinmuur en het ijzeren hekwerk waren noodzakelijk vanwege een gat in de bebouwing tussen dit perceel en de bebouwing aan de Vondelkerkstraat.  Het gebouw op de hoek kreeg huisnummer 449 mee waarvan de zijgevel aan de Vondelkerkstraat langer is dan de voorgevel aan de Overtoom; Bijvoets besteedde ook meer aandacht aan zie zijgevel, blijkt uit de ontwerptekening. Beide gevels zijn symmetrisch opgesteld met centraal geplaatste balkons.  Het gebouw bestaat uit een souterrain, twee verdiepingen en een zolderetage met een centraal gelegen ingang. Het gebouw ernaast Overtoom 447 heeft eenzelfde uiterlijk maar is aanmerkelijk smaller en heeft meer het uiterlijk van een gewone portiekwoning; de ingang is aan de zijkant geplaatst. Het vermoeden bestaat dat dat gebouw pas later is neergezet; hetgeen terug te vinden is in de enkele centimeters hogere plint, het eenvoudiger portiek en de verspringende speklagen tussen 447 en 449, het verschil is pas bij de daklijst weggewerkt. Overigens is de portiek van 447 voorzien van kunstzinnige tegeltableaus, die van 449 sluit direct aan op de straat. In 1909 kocht de gemeente Amsterdam het gebouw 449; ze was uit op een koopje, want het politiebureau van de buurt in de Reyer Anslostraat was al te klein toen het in gebruik werd genomen. De gemeente constateerde dat het gebouw 449 nauwelijks aangepast hoefde te worden om er een politiebureau in te plaatsen dat wel aan de noodzakelijke ruimte kon voldoen. In 1918 kocht de gemeente Overtoom 447 om het bureau eventueel te kunnen uitbreiden. Het politiebureau nam uiteindelijk de bovenetages in gebruik, aldus woonkaarten van de gemeente Amsterdam. Het totale politiebureau vertrok eind jaren zeventig naar de Van Leijenberghlaan; de cellen die in de kelders waren geplaatst werden afgebroken om het gebouw geschikt te maken voor een kantoor van de parkeerpolitie. Deze vertrok het volgende decennium en het werd een klein krakersbolwerk, genaamd het Politbureau (1988).
Aan de buitengevels van de gebouwen kwamen nauwelijks veranderingen. Op 16 december 2008 werd het complex tot gemeentelijk monument verklaard. In de 21e eeuw is het in beheer bij DUWO voor studentenhuisvesting.

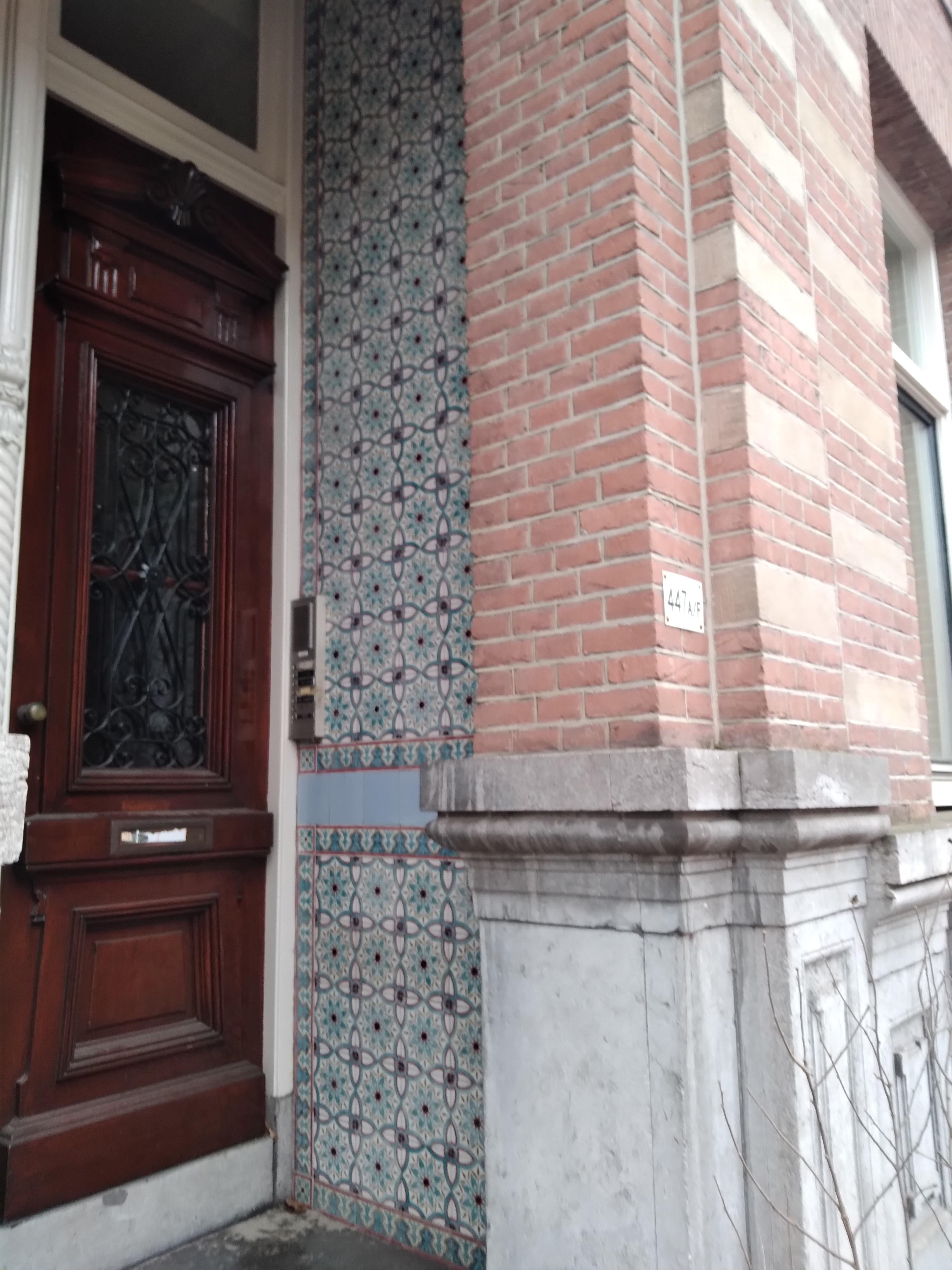
Verspringende speklagen en tegelwerk bij Overtoom 447 (januari 2021)